# 尚嘉中心
尚嘉中心（英語：L'Avenue）是一家位于上海的商场。

## 历史
位于上海长宁区仙霞路99号，属于古北商圈，由日本建筑师青木淳设计，毗邻虹桥南丰城。
2013年6月17日正式开业，是梁安琪旗下地产公司开发。
2019年5月13日梁安琪儿子何猷君在此向奚梦瑶求婚。

## 交通
- 上海轨道交通2号线娄山关路站
- 上海轨道交通10号线伊犁路站
- 上海轨道交通3号线，4号线延安西路站